# Alberto Aparicio
Alberto Aparicio (11 novembre 1923 – ...) è stato un calciatore boliviano, di ruolo centrocampista.

## Carriera
Prese parte con la Nazionale bolivia ai Mondiali del 1950.